# Ибрахим Рефет Беле
Ибрахим Рефет Беле (на турски: İbrahim Refet Bele), още познат като Рафет бей или Рафет (Рефет) паша е офицер от османската армия и генерал от турската армия.

## Биография
Роден е през 1877 г. в град Солун. Завършва военно училище през 1898 г. Служи в 10-а, 11-а и 3-та дивизия.
Участва в Балканските войни, Първата световна война и Гръцко-турската война от 1919-1922 г.
Бил е министър на вътрешните работи, министър на националната отбрана и инспектор на тиловите части в Йерусалим.